# Pascal Lamy

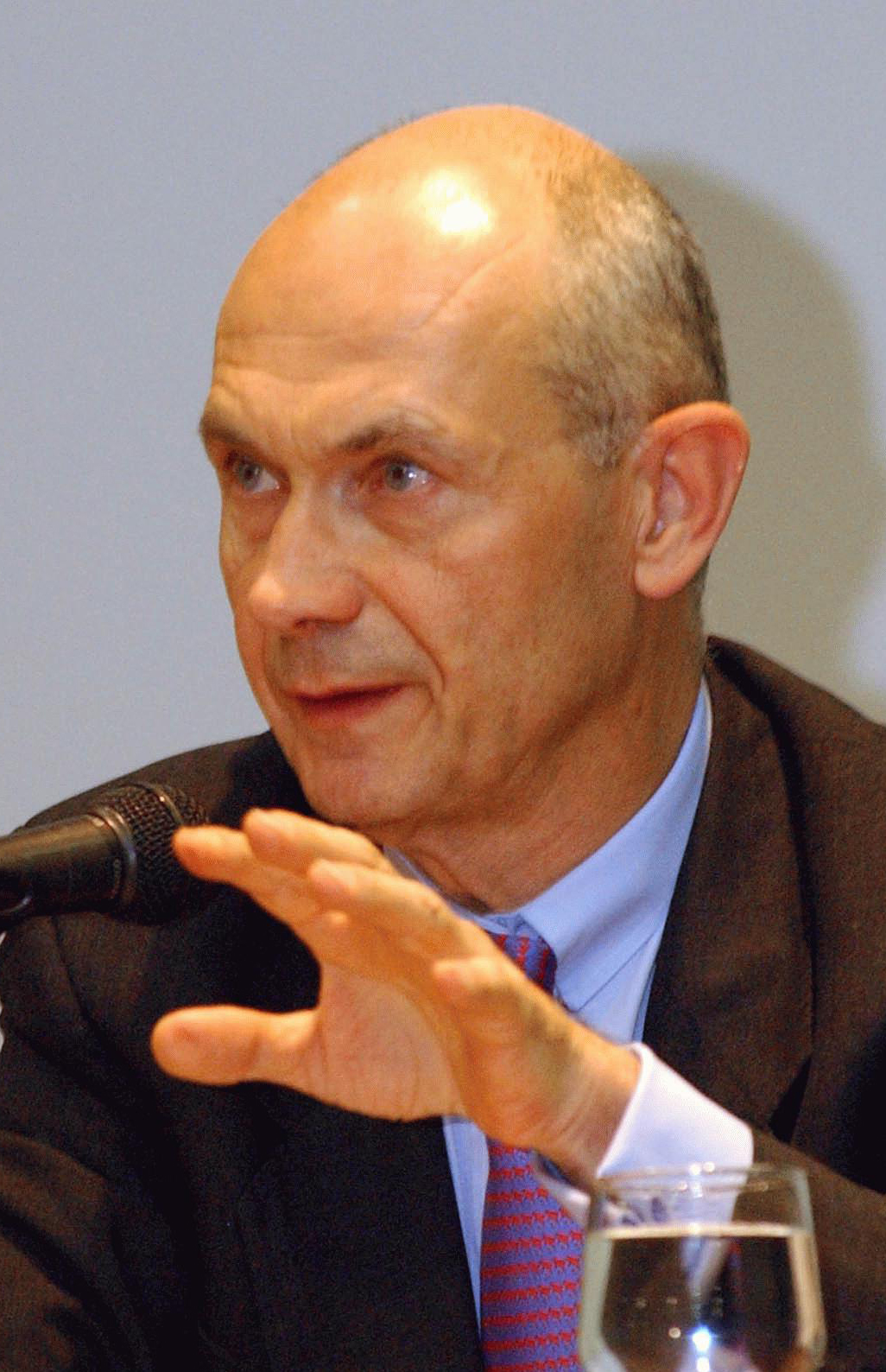
Pascal Lamy en 2003.

Pascal Lamy (Levallois-Perret, 8 de abril de 1947) es un político francés que fue director general de la Organización Mundial de Comercio.
Nació en un suburbio parisino; estudió en la École des Hautes Études Commerciales (HEC), en el Institut d'Études Politiques de París, y en la École Nationale d'Administration (ENA), graduándose en la especialidad de economía.
Lamy ingresó posteriormente a la administración pública de su país, sirviendo como consejero del ministro de Economía y Finanzas Jacques Delors y del primer ministro Pierre Mauroy. Cuando Delors se convirtió en Presidente de la Comisión Europea en 1984, se llevó a Lamy con él para que trabajase como jefe de su gabinete, labor que realizó hasta el fin del periodo de Delors en 1994.
Tras eso, Lamy ingresó a los negocios, ayudando a la reestructuración y privatización del banco Crédit Lyonnais. En 1999, el nuevo Presidente de la Comisión Europea Romano Prodi lo designó como Comisionado Europeo para el Comercio, trabajando en tal cargo hasta 2004.
El 13 de mayo de 2005, Pascal Lamy fue elegido director general de la Organización Mundial de Comercio, iniciando su mandato el 1 de septiembre de 2005, por un periodo de cuatro años. El 30 de abril de 2009 fue reelegido unánimemente por el Consejo General de la OMC, por un periodo de 4 años, comenzando en septiembre de 2009.
Paralelamente a su carrera profesional, Pascal Lamy se ha interesado por la cuestión europea, siendo miembro de la sección francesa del Movimiento Europeo entre abril de 1995 y septiembre de 1999. Entre 2002 y 2005 fue nombrado miembro honorífico del Movimiento europeo federalista.
Lamy es un consejero para el think tank transatlántico European Horizons.